# Hu đay
Hu đay, hu đen, hu lá nhỏ, đay gỗ, trần mai đông (danh pháp khoa học: Trema orientale, với Trema là danh từ giống trung theo quy định của Vienna ICBN Art. 62.1, nhưng do thường được coi là danh từ giống cái nên người ta vẫn viết thành Trema orientalis) là một loài thực vật có hoa trong họ Cannabaceae. Loài này được Carl Linnaeus miêu tả đầu tiên năm 1753 với danh pháp Celtis orientalis. Năm 1856, Carl Ludwig Blume chuyển nó sang chi Trema thành Trema orientalis.
Loài này phân bố gần như toàn cầu ở các vùng nhiệt đới và ôn đới của cựu Thế giới, từ Cộng hòa Nam Phi, đến Trung Đông, Tiểu lục địa Ấn Độ và phía nam Cộng hòa Nhân dân Trung Hoa đến Đông Nam Á và Úc.

## Công dụng chung
Gỗ hu đay tương đối mềm, và cháy dễ dàng và nhanh chóng khô. Gỗ thích hợp để làm giấy, với độ bền cao và độ gấp tốt.
Vỏ cây được dùng làm dây thừng, và được dùng như các dây câu cá chống thấm. Ở Ấn Độ và Tanzania, gỗ được dùng làm than.

## Công dụng y học
Cây được dùng làm thuốc thảo dược trong các nền văn hóa đa dạng khác nhau. Lá cây và vỏ dược dùng chữa ho, hen phế quản, lậu mủ, sốt vàng, đau răng và là chất giải độc cho tới chất độc phổ biến.

## Hình ảnh

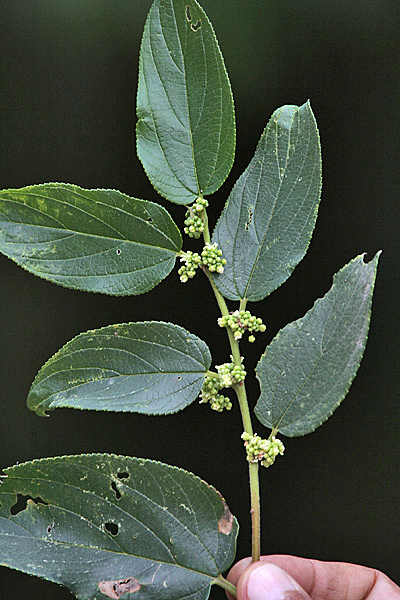
Hoa và lá
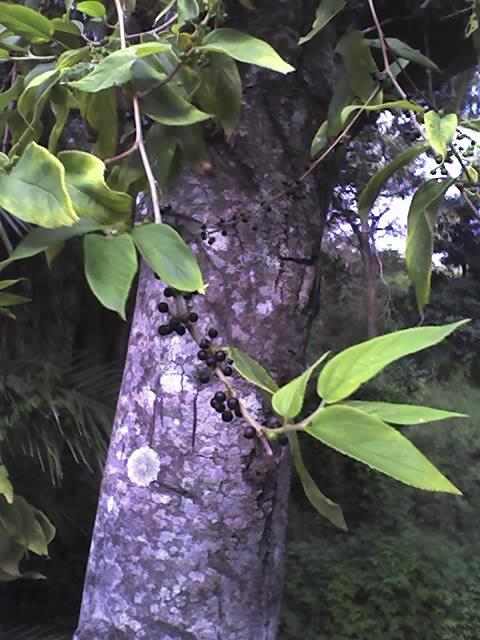
Trái chín và vỏ cây Trema orientalis
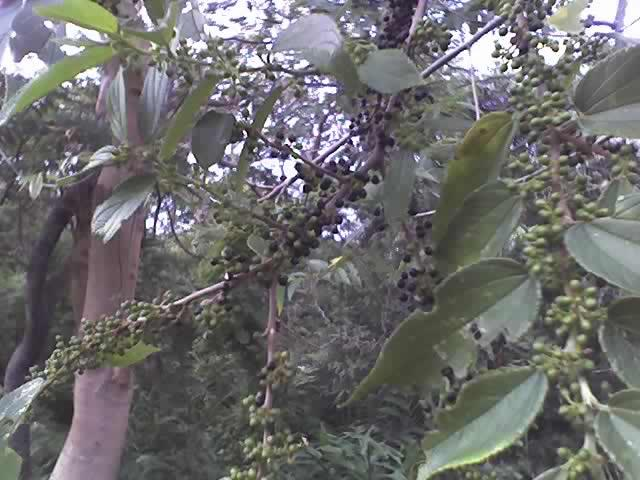
Trái xanh và trái chín (màu đen)
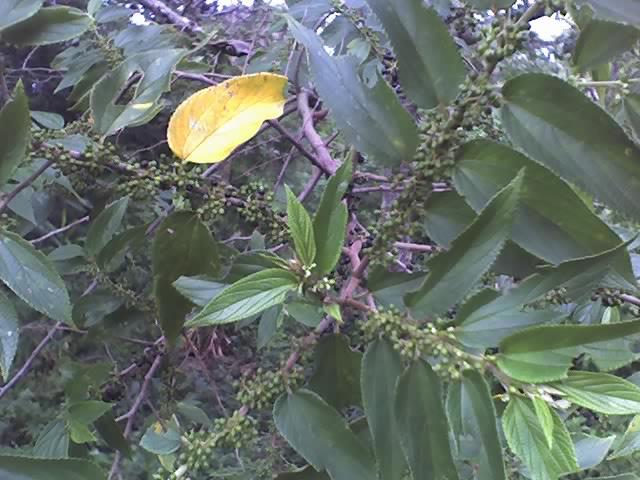
Một cành bị níu cong để nhìn lá và trái